# الفرات الأوسط
الفرات الأوسط، هي منطقة جغرافية واقعة في أعالي جنوب العراق، في القسم الأوسط من مجرى نهر الفرات داخل العراق، وتعد هذه المنطقة أخصب بقعة جغرافية في البلاد، وتضم خمس محافظات إدارية واقعة في وسطه وغربه، وهي: النجف، وكربلاء، والديوانية، وبابل، والمثنى.

## التاريخ
تتكون منطقة الفرات الأوسط من 5 محافظات النجف، كربلاء، الديوانية وبابل، المثنى. تعتبر هذه المنطقة من أقدم المناطق التي ظهرت عليها الحضارة في العالم حيث شهدت هذه المنطقة بروز دويلات المدن السومرية الرئيسية سنة 6000 ق.م المتمثلة في مدن نيبور كيش أيسن وشورباك دويلات المدن السومرية الأولى التي ساهمت في اختراع الكتابة السومرية وتطوير الزراعة وإنشاء مدن وتشريع قوانين.

أصبحت منطقة الفرات الأوسط في العصر البابلي عاصمة الامبراطورية البابلية الأولى وأصبحت مدن بابل، كوثى ولارسا عاصمة للامبراطورية البابلية الممتدة من الخليج جنوباً إلى البحر المتوسط شمالاً.

بعد سقوط الامبراطورية البابلية الثانية تعرضت المنطقة للاحتلال وظهرت ممالك مستقلة عن الامبراطوريتين الفارسية والرومانية في منطقة الفرات الأوسط متمثلة في مملكة المناذرة وعاصمتها الحيرة القريبة من مدينتي النجف والكوفة .

بعد انتشار الإسلام في العراق وفي عصر الخليفة علي بن أبي طالب  تحول مركز الخلافة الإسلامية من المدينة إلى منطقة الفرات الأوسط في مدينة الكوفة أصبحت مركز للخلافة وعاصمة الخلافة.
إلى يومنا هذا تعتبر منطقة الفرات الأوسط من أهم مناطق العراق من الناحية الدينية والتاريخية حيث يوجد فيها مراقد علي بن أبي طالب  في النجف الخليفة الرابع لدى المسلمين السنة والإمام الأول لدى المسلمين الشيعة بالإضافة إلى مرقدي الحسين بن علي سبط رسول االله والإمام الثالث لدى الشيعة المدفون في كربلاء وأخيه العباس بن علي . إضافة إلى وجود مرقد النبي حزقيال ذو الكفل في ناحية الكفل التابعة لمحافظة بابل الذي يعتبر من أهم المقامات الدينية قدسية لدى اليهود ومقام ولادة النبي إبراهيم وغيرها من الآثار التاريخية التي تعود لحقب مختلفة من عصر فجر السلالات إلى العصر الإسلامي .

## الجغرافيا
یقصد بمنطقة الفرات الأوسط محافظات النجف وكربلاء وبابل والدیوانیة والمثنى. وهذه المحافظات مجتمعة تشـكل مساحة قدرها 98.87 ألف كیلومتر مربع أي ما یعادل 22.7 % من مساحة البلد الكلیة والبالغة 438317 كیلومتر مربع، وهـي تتوزع بین إقلیمین طبیعیین هما الهضبة الغربیة والسهل الرسوبي ومعظم أجزائها لاترتفـع عـن مسـتوى سـطح البحر إلا بأمتار قلیلة. تأتي محافظـة المثنى في مقدمة محافظات منطقة الفرات الأوسط من حیث المساحة اذ تبلغ مسـاحتها 51740 كم2 وهـي تشـكل 52.23% من إجمالي مساحة محافظات منطقة الفرات الأوسط و 11.9% من إجمالي المساحة الكلیة للبلد على التوالي، ثم تلیها محافظة النجـف بمساحة قدرها 28824 كم2 مشكلة 29.15% من مساحة محافظات المنطقة المذكورة و 6.6% مـن مساحة العراق، بینمـا تأتي محافظـة كربلاء البالغة مساحتها 5034 كم2 في مؤخرة محافظات منطقة الفرات الأوسط.
تقع منطقة أو إقليم الفرات الأوسط في منطقة السهل الرسوبي الخصبة والغنية بالموارد المائية والبشرية وتمتد من شمالي محافظة بابل إلى حدود الكويت والسعودية جنوباً ومن محافظة واسط إلى منطقة النخيب غرباً وتعتبر النخيب جزءاً من منطقة الفرات الأوسط وامتداداً طبيعياً لبادية كربلاء.

تمثل منطقة الفرات الأوسط سطحاً سهلياً منبسطاً في أجزائه الشمالية والشرقية والوسطى مع وجود الهضاب الرملية في صحراء النجف وكربلاء غرباً وصحراء السماوة جنوباً. وهذا جدول بمساحات الإقليم :
| المحافظة     | الديوانية | النجف | كربلاء | بابل | المثنى |
| ------------ | --------- | ----- | ------ | ---- | ------ |
| المساحة(كم2) | 8153      | 28824 | 5034   | 5119 | 51740  |

## الديموغرافيا
يسكن منطقة الفرات الأوسط حوالي 8 ملايين نسمة «تقريبي» موزعين على 5 محافظات، غالبية سكان الفرات الأوسط من العرب الشيعة مع وجود أقليات سكانية صغيرة مثل العرب السنة في منطقة شمال بابل في جرف الصخر و فرس من الشيعة يشكلون أقلية صغيرة في مدينتي كربلاء والنجف بينما ينتشر المسيحيون في الحلة والديوانية أما المندائية فيشكلون أقلية في مدن الديوانية، الحلة والسماوة.
عرب الشيعة 97%
 2% 
عرب السنة
0.7%

الفرس الشيعة
0.2%

المندائية
0.1%

المسيحين
0%